# Víktor Petrov
Víktor Petrov –en ucraniano, Віктор Петров– (16 de mayo de 1996) es un deportista ucraniano que compitió en boxeo. En los Juegos Europeos de Bakú 2015 obtuvo una medalla de bronce en el peso superligero.

## Palmarés internacional
| Juegos Europeos | Juegos Europeos   | Juegos Europeos   | Juegos Europeos |
| Año             | Lugar             | Medalla           | Categoría       |
| --------------- | ----------------- | ----------------- | --------------- |
| 2015            | Bakú (Azerbaiyán) | Medalla de bronce | 64 kg           |